# Han Solo
Han Solo kitalált szereplő George Lucas Csillagok háborúja univerzumában. Először a Csillagok háborúja IV: Egy új remény c. epizódban tűnik fel, mint hivatásos űrcsempész. Egyetlen társa Csubakka, egy vuki.
Han, bár eredetileg nem így tervezte, csatlakozik a Lázadók Szövetségéhez (melyben fokozatosan, a tábornoki rangig emelkedik), és nagyban hozzájárul az első Halálcsillag megsemmisítéséhez, majd végül az Uralkodó hatalmának megdöntéséhez.
Időközben beleszeret Leia hercegnőbe, akit az Új Köztársaság kikiáltása után feleségül is vesz, és akitől gyermeke születik: Ben Solo, azaz Kylo Ren.
Han Solo karakterét Harrison Ford alakítja.

## Életútja

### Gyermekkora
A Korélián született, 10 évvel a császár uralma előtt. Szüleit soha nem ismerte, csak sejtette, hogy ki lehetett az apja és az anyja. Kétévesen Garris Shrike vette maga mellé, aki koldulásra és tolvajlásra kényszerítette, ahogy tucatnyi másik gyereket is. Ott egyetlen barátja volt: Dewlana, egy vuki. Dewlana segítségével derítették ki Han vezetéknevét, hiszen addig csak annyit tudott, hogy Hannak hívják. Tizennyolc évesen aztán elszökött Shrike-tól, amiben Dewlana segítette őt, aki ezért az életét vesztette, így hősünk újra egyedül maradt.

### Fiatalkora
Egy droid-vezérelt szállítóhajóval ekkor Han az Ylesiára ment, ahol a T’landa Til papoknak kezdett dolgozni Vykk Draygo néven. Idővel azonban rájött, hogy nem is igazi papok, és az áhítatot, mellyel a zarándokokat uralmuk alatt tartják – hogy a fűszergyárakban munkára kényszeríthessék őket – bármely hím T’landa Til képes előidézni.
Han összebarátkozott Bria Tharennel, az egyik zarándokkal. Meggyőzte, hogy a papok csalók, és rávette, hogy szökjön el vele. Egyetlen akadályuk Muuurgh volt, egy togoriai, akit a főpap, Teroenza bérelt fel Han megfigyelésére. Azonban Muuurgh-ot is sikerült maga mellé állítania, amikor elárulta neki, hogy szerelme, Mrrow nem veszett el, csak Teroenza elrejtette előle. Egy éjszakán aztán Han, Bria és Muuurgh elszöktek, ám előbb még ellopták Teroenza műkincsgyűjteményét, és felrobbantották a fűszergyárat. A kincsek begyűjtése során viszont észrevették őket és tűzharcba keveredtek, ahol Zavval és a hutt is meghalt. Mindeközben csatlakozott hozzájuk Mrrow és együtt indultak el a Togoriára. Itt részt vettek Muuurgh és Mrrow esküvőjén majd Briával elindultak a Koréliára, ahol meglátogatták Bria szüleit és Han eladta a Teroenzától zsákmányolt műkincsek egy részét. Ezután elindultak a Coruscantra. A Coruscanton Hannak újabb nehézségei adódtak, amikor nem tudta felvenni számlájáról a kincsekért kapott összeget. Így menekülnie kellett a birodalmiak elől, és még Bria is elhagyta. Pedig ő volt az egyetlen aki fontos volt számára. Szerencséjére Bria apja küldött neki pénzt, amiből kifizethette azt a retinaműtétet, amely után már papíron is Han Solová vált, akinek priusza sem volt. Nyugodt szívvel beadta tehát jelentkezését az Akadémiára. Annak örömére, hogy felvették, sörözni indult, amikor összefutott egyik régi ismerősével: Shrike-kal. Megtudta tőle, hogy Teroenza, az Ylesiai főpap vérdíjat tűzött ki korábbi aliasa, Vykk Daygo fejére, aki azonban papíron legalábbis már nem is létezett. Csak Shrike tudta, hogy Han Solo és Vykk Draygo egy és ugyanaz a személy, de Han szerencsére képes volt legyőzni őt és egy másik fejvadászt, aki Shrike nyomán jutott el hozzá.
Elvégezte az akadémiát, elég jó eredményekkel, ám nem sokáig bírja nézni feletteseit, amint rabszolgáikat verik, így megment egy wookie-t, Csubakkát a haláltól, de ezért kirúgják a flottától. Chewie-val összebarátkoztak, és csempészkedni kezdtek. Az egyik útjuk alkalmával Han meglátta az egyik Ylesiai papot, amint épp híveket gyűjtött. Az is észrevette őt, így újra veszélyben volt. Fejvadász fejvadászt követett, mígnem egyszer Han nem tudott mit tenni: Boba Fett elkapta. Egy idegen azonban segített neki, és Boba Fettet a Slave I-en elküldték egy messzi bolygóra, elkábítva. Az idegen Hant kereste, hogy az megtanítsa űrhajót vezetni, mert egy szabakkjátszmán nyert egy hajót: a Millennium Falcont. Az idegen neve Lando Calrissian volt. Han beleszeretett Lando hajójába, és elhatározta, mindenképpen meg kell szereznie. Egyelőre azonban nem volt pénze, így Jiliacnak és Jabbának kezdett dolgozni. Minden jól ment, Jabba még Boba Fettet is lefizette, hogy ne üldözze Han Solo-t. Nem akarta ugyanis elveszíteni a legjobb pilótáját. A Birodalom azonban bejelentette, hogy felszámolja az illegális tevékenységet a galaxisban. A Nar Shadda – becenevén a csempészek holdja – elpusztításával akartak példát statuálni, ezt azonban Han nem akarta hagyni. Megszerezték a birodalmiaktól a támadás haditervét, majd ismerőseivel összeálltak, és a csempészekből egy egész jó flotta lett. Eséllyel szálltak szembe a Birodalmi flottával, amelyek közt szerencséjükre nem volt csillagromboló, így megnyerték a csatát. Ezután Han a félretett pénzével a Nagy Bespini szabakkjátszmára ment, ahol elnyerte Landótól az ezeréves sólymot. Bria távolról figyelte Han tevékenységét, miközben Ő maga a Vörös Kéz nevű különleges felkelő alakulat parancsnokaként egyre-másra birodalmi hajókat és bázisokat támadott meg. A sors úgy hozta, hogy még egyszer együtt lehettek, mikor Bria az Ylesia elleni végső leszámolást tervezte és ezért csempészek segítségét is kérte. A támadás sikerült, de Bria becsapta Hant és a beígért részesedést a talált fűszerből és kincsekből a Felkelésnek tartotta meg. Ezek után Han fogadalmat tett, hogy soha többet nem bízik egy nő szavában és ha még egyszer találkoznak, megöli Briát. A bolygó kiürítésekor koréliai gyerekeket találtak a romok között és Csubakka nyomására felvették őket, hogy visszaszállítsák őket az anyabolygójukra.
Jabba közvetlen ezután egy fűszerszállítmány fuvarját bízta rá, de a dolog balul sült el, mivel birodalmi cirkálók vártak rájuk és ki kellett dobniuk a fűszert a hajóról. Mikor visszamentek a helyszínre már nem találták meg a szállítmányt és Hutt lord ezek után tíz napot adott Solónak, hogy megadja a tartozását. A Tatuinon Boba Fett adta át neki Bria utolsó üzenetét, amit akkor kellett átadnia a fejvadásznak, ha a lány meghalna. Bria egy felkelő támadásnál vesztette életét, mikor egy titkos birodalmi szuperfegyver adatait lopták el és közvetítették a Tantive IV koréliai blokádtörőre…

### Egy új remény
Han és Csubakka a Tatuin bolygón találkoznak először Ben Kenobival és Luke Skywalkerrel, akik felbérelik, hogy vigye el őket az Alderaanra. A férfi óriási adósságai miatt belemegy a dologba. A Millennium Falconnál azonban már várja a hitelezője, Jabba, aki fegyvereseivel körülvétette a hajóját. Han szokásához híven csak bizonygatja neki, hogy kiegyenlíti a hatalmas tartozását, ám ezúttal sem fizet. Másnap utasaival elindul az Alderaanra. Szkeptikusan szemléli, ahogy Ben az Erő használatára tanítja Luke-ot. Nem titkolja, szerinte az egész jedi filozófia csak hókuszpókusz. Mire az Alderaanhoz érnek, a bolygónak már nyoma sincs, ugyanis Darth Vader és Tarkin szétrobbantották a Halálcsillaggal. Han könnyelműen elkezd egy Tie vadászt üldözni, így a Halálcsillag vonósugarába kerülnek, s az beszippantja a Millennium Falcont. Han és a többiek elrejtőznek a csempészáru tárolóhelyében, majd szert tesznek a birodalmi rohamosztagos páncélokra. R2-D2 rácsatlakozik a központi számítógéphez. R2-D2 információi birtokában Ben Kenobi vállalja, hogy kikapcsolja a vonósugarat. Han, Luke, Csubakka és a droidok a hangárban várakoznak. Amikor R2-D2 a központi számítógéptől megtudja, hogy Leia hercegnő itt raboskodik, Luke azonnal a lány megmentésére sietne. Han azonban csak akkor hajlandó vele menni, amikor Luke felveti azt a lehetőséget, hogy a lázadók majd busásan megfizetik őt a sikeres mentőakcióért. Nagy nehezen sikerül is kiszabadítaniuk Leia hercegnőt a börtönből, majd visszasietnek a Millennium Falconhoz, a hangárba, ahol Darth Vader a szemük láttára győzi le Bent kardpárbajban. Így a fiatalok az önfeláldozó Ben nélkül szöknek el a Halálcsillagról. Még maguknak sem vallják be, de valójában Han és Luke vetélkednek Leia hercegnő szerelméért. Darth Vader nyomkövetőt helyeztetett a Millennium Falconra, így a birodalmiak követik őket a Yavin IV-re, a felkelők titkos támaszpontjára. Han megkapja a jutalmát a mentőakcióért, de nem akar hivatalosan is csatlakozni a lázadókhoz, noha Luke ezt várja tőle. Végül mégis Luke segítségére siet, s a Halálcsillag vonzásterében vívott csatában hibázásra kényszeríti a Luke-ot üldöző Darth Vadert. Ezután Luke találatának köszönhetően megsemmisül az első Halálcsillag. A győzelmet követő katonai tiszteletadáson Leia hercegnő kitünteti Hant, Luke-ot és Csubakkát a hőstetteikért.

### A Birodalom visszavág
A lázadóknak nem maradt más választása, el kellett menekülniük a Yavinról. A jeges Hoth rendszert alkalmasnak találták, hogy elrejtőzhessenek a Birodalom elől, így ott építették fel az Echo bázist. Han innen is el akart menni, hogy Jabbát még idejében kifizethesse, de Luke nem tért vissza a felderítő útjáról, így kiment, hogy megkeresse. Éppen sikerült megmentenie Luke-ot a megfagyástól, de újabb probléma akadt: a Birodalom felfedezte őket a kihalt bolygón. Han Leia hercegnővel az utolsó pillanatig a bolygón maradt, majd a Millennium Falconnal próbáltak elmenekülni. A hiperhajtómű azonban nem működött, ezért egy aszteroidamezőben elbújtak. Időközben Leia hercegnő és Han között elcsattan az első csók, melyet a férfi kezdeményezett. Az egyik nagy aszteroidában bújtak meg. Ott egy darabig vártak, ám a hercegnő észrevett valamit. Han rögtön kirohant, hogy megnézze mi az. Egy mynock volt (egy kis élőlény, ami a kábeleket szétrágja). Amikor Han lelőtte a mynockot, a talaj megremegett. Akkor szörnyű dolog jutott eszébe, ezért még egyszer belelőtt, a talaj pedig ismét megremegett. Ekkor jött rá, hogy egy hatalmas űrcsigában vannak. Gyorsan elindította a Falcont, és kirepültek a szörnyből. Egyenest az Executor felé vette az irányt, majd egyszer csak eltűnt a birodalmiak elől. Han régi trükkje volt ez, hogy a hajó alá repül, és rátapad. Vader, mivel nem tudott mit tenni, belépett a hiperűrbe, Hanék pedig megmenekültek. Boba Fettet azonban nem tudta átverni, így az sokkal előbb odaért a Bespinre a Slave I-gyel, mint a Falcon. Fett értesítette Darth Vadert, és Lando Calrissiant felhasználva csapdába csalták a korélliait. Vader hibernált állapotban akarja átadni Luke-ot a Császárnak, ám előbb Hanon akarja kipróbálni, hogy egy ember kibírja-e a hibernáló szerkezetben a lefagyasztást. Mielőtt Hant hibernálnák, Leia szerelmet vall a férfinak. Hant lefagyasztása után a fejvadász elszállította a Tatuinra, hogy átadja Jabbának.

### A Jedi visszatér
Leia hercegnő Csubakkával elmegy Jabba palotájába a Tatuinra, és megpróbálja kiszabadítani Hant, de csak kiolvasztani tudja a karbonitból, mert Jabba észreveszi őket. Luke Skywalker is eljön kiszabadítani a barátját. Először megpróbálja szóval rábírni Jabbát, hogy engedje el őket, azonban a Hutt nem egyezkedik, inkább úgy dönt, beledobja őket a sarlacc gyomrába. Luke titkos terve viszont megmenti őket. Han a dulakodás közben belelöki Boba Fettet a sarlakkba.
Sikeres megmenekülésük után Hanék visszatérnek a lázadókhoz, akik közben tudomást szereztek az új Halálcsillag építéséről az Endor erdőhold mellett. Han Solo tábornokot kérték fel a felszíni támadás vezetésére, aki Csubakkával, Leiával, Luke-kal és egy csapatnyi lázadóval elindult az Endorra, ahol csapdába estek, ám hála a kis ewokoknak, sikerült felrobbantaniuk a Halálcsillagot védő energiapajzs generátorát. Lando Calrissian vezetésével pedig a lázadók megsemmisítették a Halálcsillagot, rajta az Uralkodóval.
Han a háború után megkérdezi Leiát, hogy szereti-e Luke-ot, aki igennel válaszol. Han először azt gondolja, hogy Luke és Leia között szerelem szövődött, így megígéri, hogy nem áll az útjukba. A lány azonban tisztázza a félreértést; elmondja, hogy Luke-hoz csak testvéri szeretet fűzi, ugyanis a fiú a bátyja. Han és Leia szerelme tehát beteljesül.

### Az ébredő Erő
Hannak és Leiának született egy fia, Ben Solo azaz Kylo Ren, aki később átáll a sötét oldalra, miután mestere, Luke Skywalker ellene fordult. Azonban Han és Leia elváltak, és Han eltűnt Leiától. Han és Chewie évtizedeken át szállított rathtarokat különböző gengsztereknek (például Bala-Tik), ám az évek során mindig átverte őket. 
Az ébredő Erőben Han és Chewie rátalál az Ezeréves Sólyomra, vele együtt Reyre és Finnre. Finn és Rey megbízzák Hant, hogy csatlakozzon az Ellenálláshoz, ám egy üzletbe keveredik Bala-Tikkal és a Kanjiklubbal. Rey és Finn alattuk próbálja kinyitni a bejáratot, ám véletlenül a rathtarok ajtaját nyitják ki, így káosz veszi kezdetét. Szerencsére Han, Chewie, Rey, Finn és BB-8 elmenekülnek Bala-Tiktól, aki szól az Első Rendnek, hogy a droid az Ezeréves Sólyomban van. 
Ezután Hanék elmennek Takodanára, hogy szerezzenek egy hajót BB-8-nak, azonban meglátja őket Maz Kanata (aki Han egyik ismerőse és régi barátja), és Han megmondja Maznak, hogy kell egy hajó, de ő nemet mond. Nem sokkal később rátalál az Első Rend, és háború veszi kezdetét. Közben Kylo Ren elkapja Rey-t, és elfogják őt is. Ám megjön az Ellenállás, és elmenekül az Első Rend, Han újra meglátja Leiát, és elmennek a D'Qarra, ahol az ellenállás bázisa is van. 
Az Ellenállás támadást tervez a Csillagpusztító bázisra, ám először ki kell iktatni az Oscallitort, hogy elpusztuljon a bolygó, ám védő pajzsuk van. Han, Finn és Chewie vállalják a feladatot, hogy kiiktassák az Oscallitort.
Hanék megérkeznek a Csillagpusztítóra, ahol "végeznek" Phasma kapitánnyal, és Han és Chewie bombákat helyeznek be az Oscallitorba, ám Han meglátja Kylo Rent, és beszél vele. Ám Kylo Ren megöli apját Snoke utasítására, és Chewie, Finn és Rey tüzelni kezd Kylo Renre, és felrobban az Oscallitor.

## Filmográfia
- Star Wars: Egy új remény
- Star Wars: A Birodalom visszavág
- Star Wars: A Jedi visszatér
- Star Wars: Az ébredő Erő
- Solo: Egy Star Wars-történet
- A Lego-kaland
- Star Wars: Skywalker kora